# Сандер Пурі
Сандер Пурі (ест. Sander Puri, нар. 7 травня 1988, Тарту) — естонський футболіст, півзахисник національної збірної Естонії.

## Клубна кар'єра
У дорослому футболі дебютував 2004 року виступами за команду клубу «Тарту СК 10», в якій протягом року забив 12 голів у 18 матчах чемпіонату, чим привернув до себе увагу провідних клубів країни. 
У 2005 перейшов до «Левадії», кольори якої захищав до 2009 року, частину 2007 провів в оренді у команді «Тулевик».
Наприкінці 2009 року уклав п'ятирічний контракт з клубом грецької Суперліги «Лариса». В новому клубі спочатку регулярно грав в основному складі, проте з часом втратив місце в основі і майже весь 2011 рік провів в орендах, спочатку в польській «Короні» (Кельце), а згодом в угорському клубі «Ломбард». 31 січня 2012 року контракт естонця з грецьким клубом було розірвано за обопільною згодою.
За декілька місяців, у березні 2012, Сандер перебрався до Фінляндії, уклавши на правах вільного агента контракт з місцевим клубом «КуПС». Провівши у цій команді наступний рік та не ставши у її складі основним гравцем, залишив фінський клуб.
Новою командою Сандера став шотландський «Сент-Міррен», з яким він 15 березня 2013 року уклав контракт до кінця сезону. Проте, провівши у його складі лише три гри, у травні того ж року знову залишився без клубу.
13 червня 2013 року уклав однорічний контракт з клубом англійської Другої футбольної ліги «Йорк Сіті». У цій команді Пурі також не затримався. Провівши протягом сезону лише 8 матчів в національному чемпіонаті, у травні 2014 гравець учергове став вільним агентом.

## Виступи за збірну
Залучався до юнацьких та молодіжних збірних команд Естонії.
30 травня 2008 року дебютував в офіційних матчах у складі національної збірної Естонії грою проти збірної Латвії. Наразі провів у формі головної команди країни 56 матчів, забивши 3 голи.

## Титули
- Чемпіон Естонії (3):

Левадія: 2006, 2008, 2009
- Володар Кубка Естонії (2):

Левадія: 2004-05, 2006-07
- Молодий гравець року в Естонії: 2009